# Comuna Hlîboka Dolîna, Demîdivka
Hlîboka Dolîna (în ucraineană Глибока Долина) este o comună în raionul Demîdivka, regiunea Rivne, Ucraina, formată din satele Hlîboka Dolîna (reședința) și Kopan.

## Demografie
Componența lingvistică a comunei Hlîboka Dolîna
     Ucraineană (98,85%)
     Rusă (1,15%)
Conform recensământului din 2001, majoritatea populației comunei Hlîboka Dolîna era vorbitoare de ucraineană (98,85%), existând în minoritate și vorbitori de rusă (1,15%).